# Lomba (Gondomar)
Lomba es una freguesia portuguesa del concelho de Gondomar, con 13,53 km² de superficie y 1.711 habitantes (2001). Su densidad de población es de 126,5 hab/km².